# 几
안석궤(案席几)는 한자 부수의 하나. 안석, 책상이라는 뜻을 가지고 있다. 한자의 제자원리를 뜻하는 육서 중의 상형자로서 책상의 모양을 본땄다. 부수로 쓰이는 자이기는 하지만 부수자로 쓰일 때에는 실질적 뜻은 없고 단지 부수로써 한자의 분류를 위해 배정되었을 때가 있다. 한자능력검정시험의 급수에서 1급에 배정되어 있다.

## 자원
책상을 본따 만들었다.

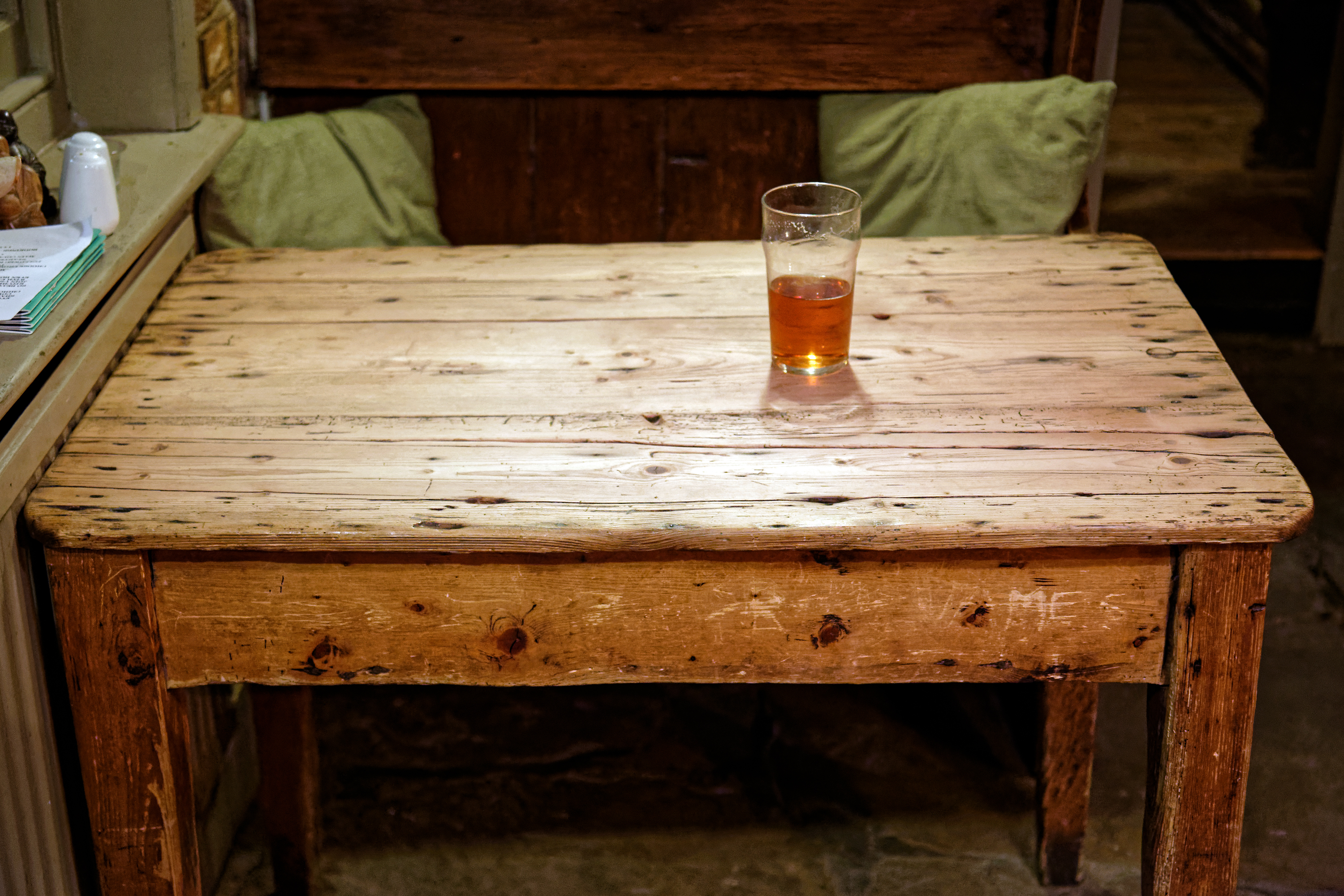
대전
소전

## 几부
| 자획  | 글자        |
| ----- | ----------- |
| 0     | 几          |
| 1 획  | 凡 凢 凣    |
| 2 획  | 凤          |
| 3 획  | 凥 処 凧    |
| 4 획  | 凨 凩 凪 凫 |
| 5 획  | 凬          |
| 6 획  | 凭 凮 凯    |
| 7 획  | 巬          |
| 9 획  | 凰          |
| 10 획 | 凱 凲       |
| 12 획 | 凳 凴       |

## 문헌
- Fazzioli, Edoardo. 《Chinese calligraphy : from pictograph to ideogram : the history of 214 essential Chinese/Japanese characters》. calligraphy by Rebecca Hon Ko. New York: Abbeville Press. ISBN 0-89659-774-1.
- Leyi Li: “Tracing the Roots of Chinese Characters: 500 Cases”. Beijing 1993, ISBN 978-7-5619-0204-2